# Tony Newton
Antony Harold (Tony) Newton, Baron Newton van Braintree (Harwich, Engeland, 29 augustus 1937 – Colchester, Engeland, 25 maart 2012) was een Brits politicus van de Conservative Party.
Newton studeerde aan de Universiteit van Oxford. Hij was tussen 1981 en 1997 bewindspersoon in de kabinetten Thatcher (1981–1990) en Major (1990–1997). Hij was assistant-secretaris voor Financiën van 1981 tot 1982, staatssecretaris voor Sociale Zaken van 1982 tot 1984, onderminister voor Sociale Zaken van 1984 tot 1986, onderminister voor Volksgezondheid van 1986 tot 1988, Kanselier van het Hertogdom Lancaster van 1988 tot 1989, minister van Sociale Zaken van 1989 tot 1992 en Lord President of the Council en Leader of the House of Commons van 1992 tot 1997.
Op 31 oktober 1997 werd Newton benoemd als baron Newton van Braintree en werd lid van het Hogerhuis.
- Library of Congress Control Number: nb2011020647
- Virtual International Authority File: 175981288
- WorldCat: E39PBJhhm8jfQQC9XYF3VqPvpP